# 瑪格麗特·平德林
玛格丽特·平德林女爵士（英語：Dame Marguerite Pindling，1932年6月26日—），原姓麦肯齐（McKenzie），前巴哈马总督，2014年7月8日至2019年6月28日在任。她还是巴哈马國第一任总理林登·平德林爵士的遺孀。她是继艾維·杜蒙女爵士之后的第二位巴哈马女总督。

## 生平
玛格丽特·麦肯齐于1932年6月26日出生在南安德罗斯，父母分别是鲁本·麦肯齐（Reuben McKenzie）和薇奥拉·麦肯齐（Viola McKenzie）。1946年，她移居拿骚，与姐姐住在一起，就读西部高级中学。后来，她成为摄影师斯坦利·图古德（Stanley Toogood）的助手。不久之后，她遇到了林登·平德林。林登从1967年到1969年成为巴哈马群岛殖民地的第一位黑人总理，1969年到1992年成为巴哈马群岛第一位总理，也是任职时间最长的总理。两人于1956年5月5日结婚，直到林登于2000年8月26日去世。两人有四个孩子。
她在2014年被授予聖米迦勒及聖喬治大十字勋章。